# Lasse B. Sørensen
Lasse Bjerne Sørensen (født 7. september 1999 i Gedsted) er en dansk politiker, der på Venstres Ungdoms landsstævne i Aars den 30. september 2023 blev valgt til landsformand for Venstres Ungdom. Han afløste Maria Ladegaard på posten.

## Baggrund
Lasse B. Sørensen er født i Gedsted i Aalestrup Kommune. Han er student fra Vesthimmerlands Gymnasium og HF og begyndte i 2019 at læse Politik og Administration på Aalborg Universitet.

## Politisk karriere
Lasse B. Sørensen har været medlem af Venstres Ungdom siden 2012. Han blev bestyrelsesmedlem i sin lokalafdeling i 2015 og medlem af Venstres Ungdoms forretningsudvalg i 2019. Lasse B. Sørensen var landsformand indtil landsstævnet i 2024, hvor Jens Paaske Klausen overtog posten, da Lasse ikke genopstillede.

### Tillidshverv
- Medlem af forretningsudvalget i Venstre (2023 - 2024).[1]
- Medlem af hovedbestyrelsen i Venstre (2022 - 2024).[1]